# Amfreville-sous-les-Monts
Amfreville-sous-les-Monts là một xã thuộc tỉnh Eure trong vùng Normandie miền bắc nước Pháp.